# Autophila maculifera
Autophila maculifera är en fjärilsart som beskrevs av Otto Staudinger 1888. Autophila maculifera ingår i släktet Autophila och familjen nattflyn. Inga underarter finns listade i Catalogue of Life.